# Aeroportul Sevilla–San Pablo
Aeroportul San Pablo (IATA: SVQ, ICAO: LEZL) este un aeroport din Sevilla, Provincia Sevilla, Andaluzia, Spania ce deservește zona Sevilla. Aeroportul a fost tranzitat în 2022 de 6.779.453 de pasageri. A fost deschis în 1919 și numit după zona deservită.
Situat la o altitudine de 34 m, aeroportul dispune de 1 pistă. Este operat de ENAIRE⁠(d).

## Infrastructură

### Piste
Aeroportul dispune de o singură pistă. Pista 09/27 are suprafața de asfalt și dimensiunile 3.362 m × 45 m. 